# 1952 في المغرب
تحتوي هذه المقالة على أهم الأحداث التي شهدتها المغرب في 1952، إضافة إلى أهم الشخصيات المغربية المولودة والمتوفية في هذه السنة.

## الحكم
- السلطان: محمد الخامس
- الحكم للإدارة الفرنسية في المغرب الحماية الفرنسية على المغرب 1912 - 1956.

- منطقة شمال المغرب وقتها كانت تحت حكم إسبانيا.
- المغرب الحالي وقتها كان سلطنة وليس مملكةـ كان يحكمها سلطان وليس ملك. وكان البلد يُسمى بلاد مراكش وليس المغرب.

## الأحـداث
- انتفاضة الدار البيضاء 1952.
- محاولة تفجير تمثال الجنرال ليوطي بقنبلة في المغرب.[1]

## رياضة
- فاز نادي الاتحاد المغربي بالدوري البطولة لعام 1952 (المنطقة السلطانية (الخاضعة لفرنسا - دوري عصبة المغرب الفرنسي المنظمة من طرف الجامعة الفرنسية لكرة القدم).

- 1952 تأسس نادي شباب بن جرير.

## مواليد

### يناير
- أحمد بلقرشي، لاعب كرة قدم مغربي.

### فبراير
- 17 فبراير – عبد الحق الزروالي، مؤلف ومخرج وممثل مسرحي وسينمائي وشاعر مغربي.

### مارس
- 2 مارس – محمد عبده بوزوبع، شاعر مغربي.

### أبريل
- 16 أبريل – خالد السفياني، محام و سياسي مغربي.

### مايو
- 9 مايو - مصطفى غلفان، لساني وأكاديمي مغربي.

### سبتمبر
- سعيدة المنبهي، شاعرة مغربية وناشطة في المنظمة الماركسية الثورية إلى الأمام.

## وصلات خارجية
- (فيديو): المغرب أيام حكم السلطان بنعرفة 1952

## الـمراجع
1. ↑  هذه قصة محاولة تفجير تمثال الجنرال ليوطي بقنبلة في المغرب نسخة محفوظة 4 نوفمبر 2020 على موقع واي باك مشين.